# 占士·佩治
占士·羅拔·佩治（James Robert Perch，1985年9月28日—），英格蘭職業足球員，現效力女王公园巡游者。白治能勝任多個中後場位置，但他主要還是擔任右閘。

## 外部連結
- 足球数据库：James Perch的球员统计数据
- ESPN Profile Archive.today的存檔，存档日期2013-01-03